# David Cadieux
Pour les articles homonymes, voir Cadieux.
David Cadieux s'est d'abord fait connaître en tant que boxeur canadien. Né le 25 novembre 1974 à Saint-Jean-sur-Richelieu, Québec.

## Biographie
Il commence son apprentissage des sports de combat par le judo, à l'âge de 7 ans. À 16 ans, il découvre la boxe et devient professionnel en septembre 2004, tout en poursuivant des études universitaires. Il poursuit aujourd'hui des études supérieures en administration publique. 
Le 12 mai 2006, à l'issue d'un combat mémorable disputé à l'aréna Jacques Plante de Shawinigan, il devient champion du Canada des poids lourds en battant par KO technique en 7 rounds, le champion en titre, Patrice l'Heureux. La télédiffusion de l'évènement par le réseau TVA atteindra des cotes d'écoute records pour un combat de championnat canadien impliquant deux québécois. 
Le 18 novembre 2006, David conserve ses titres canadiens et québécois par décision unanime en 12 rounds face à Patrice l'Heureux, combat cette fois disputé au Colisée de Trois-Rivières.
Il est en revanche battu le 21 septembre 2007 au 6e round par Raymond Olubowale pour ce qui est à ce jour son dernier combat professionnel.